# Maculinea caerulescens
Maculinea caerulescens är en fjärilsart som beskrevs av Barend J. Lempke 1946. Maculinea caerulescens ingår i släktet Maculinea och familjen juvelvingar. Inga underarter finns listade i Catalogue of Life.